# Saskia Rosendahl
Pour les articles homonymes, voir Rosendahl.
Saskia Rosendahl, née le 9 juillet 1993 à Halle (Saale), dans le Land de Saxe-Anhalt, en Allemagne, est une actrice allemande.

## Biographie
Saskia Rosendahl est née le 9 juillet 1993 à Halle (Saale), Allemagne.

## Filmographie

### Cinéma

#### Longs métrages
- 2012 : Lore de Cate Shortland : Hannelore Dressler
- 2012 : Si papa nous voyait (Für Elise) de Wolfgang Dinslage : Lena
- 2013 : Pour ton anniversaire (Zum Geburtstag) de Denis Dercourt : Emelie
- 2013 : Der Geschmack von Apfelkernen de Vivian Naefe : Bertha à 16 ans
- 2014 : On est jeunes. On est forts. (Wir sind jung. Wir sind stark.) de Burhan Qurbani : Jennie
- 2016 : Sauvage (Wild) de Nicolette Krebitz : Jenny
- 2016 : Nirgendwo de Matthias Starte : Susu
- 2018 : L'Œuvre sans auteur (Werk ohne Autor) : Elisabeth May
- 2018 : Millénium : Ce qui ne me tue pas (The Girl in the Spider's Web) de Fede Alvarez : Linda Ahlgren
- 2018 : Les distàncies d'Elena Trapé : Marion
- 2019 : Prélude de Sabrina Sarabi : Stella
- 2019 : Mein Ende. Dein Anfang. de Mariko Minoguchi : Nora
- 2020 : Lindenberg! Mach dein Ding d'Hermine Huntgeburth : Petra
- 2021 : Fabian (Fabian oder Der Gang vor die Hunde) de Dominik Graf : Cornelia Battenberg
- 2021 : Niemand ist bei den Kälbern de Sabrina Sarabi : Christin
- 2024 : Sterben de Matthias Glasner :

#### Courts métrages
- 2016 : Die Pantherin de Lydia-Maria Emrich : Mara
- 2016 : Lacrimosa de Tanja Mairitsch : Mila

### Télévision

#### Séries télévisées
- 2014 : Brigade du crime (SOKO Leipzig) : Nadine Hiermann
- 2015 : Zorn - Vom Lieben und Sterben : Martha Haubold
- 2015 : Weissensee : Lisa
- 2017 : Das Verschwinden : Laura Wagner
- 2017 : Die Lebenden und die Toten : Helen Stadler
- 2020 : Babylon Berlin : Malu Seegers

#### Téléfilms
- 2013 : Le diable aux trois cheveux d'or (Der Teufel mit den drei goldenen Haaren) de Maria von Heland : Princesse Isabell
- 2013 : The Missionary de Baltasar Kormákur : Vera
- 2016 : Kästner und der kleine Dienstag de Wolfgang Murnberger : Trude
- 2016 : Aufbruch d'Hermine Huntgeburth : Monika Blumental

## Distinctions
- Pour son rôle de Lore dans Lore :
  - 2012 : Festival international du film de Stockholm : Meilleure actrice
  - 2013 : Australian Academy of Cinema and Television Arts Awards : Meilleur espoir
  - 2013 : Film Critics Circle of Australia Awards : Meilleur espoir
  - 2013 : Australian Film Critics Association Awards : Meilleure actrice
  - 2013 : Berlinale : Shooting Stars